# مقاطعة مارينيت (ويسكونسن)
مقاطعة مارينيت (بالإنجليزية: Marinette County, Wisconsin)‏ هي إحدى مقاطعات ولاية ويسكونسن في الولايات المتحدة. تأسست سنة 1879، وتبلغ مساحتها 1,550 ميل مربع (4,000 كـم2)، بلغ عدد سكانها 41749 نسمة في عام 2010 حسب إحصاء مكتب تعداد الولايات المتحدة .

## أعلام
- فرانك هيرتز

## وصلات خارجية
- الموقع الرسمي
- United States Counties